# Rhodophthitus pseudabraxas
Rhodophthitus pseudabraxas là một loài bướm đêm trong họ Geometridae.